# Mistrzostwa Świata Juniorów w Łyżwiarstwie Szybkim 2011
40. Mistrzostwa świata juniorów w łyżwiarstwie szybkim – zawody sportowe, które odbyły się w dniach 25–27 lutego 2011 w fińskim Seinäjoki.

## Tabela medalowa
| Lp. | Kraj             | Złoto | Srebro | Brąz | Razem |
| 1   | Korea Południowa | 4     | 1      | 1    | 6     |
| 2   | Czechy           | 4     | 0      | 0    | 4     |
| 3   | Norwegia         | 3     | 4      | 4    | 11    |
| 4   | Holandia         | 1     | 2      | 3    | 6     |
| 5   | Kanada           | 0     | 1      | 2    | 3     |
| 5   | Japonia          | 0     | 1      | 2    | 3     |
| 7   | Chiny            | 0     | 1      | 0    | 1     |
| 7   | Finlandia        | 0     | 1      | 0    | 1     |
| 7   | Kazachstan       | 0     | 1      | 0    | 1     |

## Medale
| Konkurencja | Złoto                                                                        | Srebro | Brąz                                                                 |
| Mężczyźni   |                                                                              | |                                                                      |
| 500 metrów  | Kim Seong-kyu                                                                | Laurent Dubreuil                                                                                                  | Tsubasa Hasegawa                                                     |
| 1000 metrów | Kim Seong-kyu                                                                | Tommi Pulli | Maurice Vriend                                                       |
| 1500 metrów | Sverre Lunde Pedersen                                                        | Li Bailin | Håvard Holmefjord Lorentzen                                          |
| 5000 metrów | Sverre Lunde Pedersen                                                        | Kristian Reistad Fredriksen                                                                                       | Simen Spieler Nilsen                                                 |
| Wielobój    | Sverre Lunde Pedersen                                                        | Simen Spieler Nilsen                                                                                              | Kristian Reistad Fredriksen                                          |
| Sztafeta    | Holandia Frank Hermans · Thomas Krol · Aron Romeijn · Maurice Vriend         | Norwegia Kristian Reistad Fredriksen · Havard Holmefjord Lorentzen · Simen Spieler Nilsen · Sverre Lunde Pedersen | Japonia Junya Miwa · Takuro Oda · Shōta Nakamura · Shunsuke Nakamura |
| Kobiety     |                                                                              | |                                                                      |
| 500 metrów  | Karolína Erbanová                                                            | Jekatierina Ajdowa                                                                                                | Kim Hyun-yung                                                        |
| 1000 metrów | Karolína Erbanová                                                            | Hege Bøkko | Kali Christ                                                          |
| 1500 metrów | Karolína Erbanová                                                            | Pien Keulstra | Hege Bøkko                                                           |
| 3000 metrów | Park Do-yeong                                                                | Kim Bo-reum | Pien Keulstra                                                        |
| Wielobój    | Karolína Erbanová                                                            | Pien Keulstra | Lotte van Beek                                                       |
| Sztafeta    | Korea Południowa Kim Bo-reum · Kim Hyun-yung · Lim Jeong-soo · Park Do-yeong | Japonia Natsumi Kado · Misaki Oshigiri · Nana Takagi · Nana Takahashi                                             | Kanada Kali Christ · Kate Hanly · Jenessa Kemp · Brianne Tutt        |